# Fadime Sahindal
Fadime Şahindal (2. april 1975 i Elbistan, Tyrkiet – 21. januar 2002 i Uppsala i Sverige) blev kendt, efter hun i 1998 førte retssag mod sin far og bror. Hun flyttede som lille til Sverige sammen med hele familien. Hun levede et stille liv og mødte i hemmelighed sin svenske kæreste Patrick Lindesjö. Hendes familie ville have, at hun skulle giftes med en fætter fra  barndomslandsbyen i Elbistan. Hun modsatte sig det og stak af med sin svenske kæreste.
Fadime mødte i hemmelighed sine søstre og sin mor, mens hun levede sammen med sin svenske kæreste. Hun var allerede kendt i Sverige, da hun var politisk aktiv i Sveriges Socialdemokratiska Ungdomsförbund (SSU). Hun havde nogle få måneder før sin død holdt en tale i Riksdagen, hvor hun sagde[kilde mangler]:
| Citat | Uanset hvilken kulturel baggrund man har, bør det være en selvfølge for alle unge kvinder at have både sin familie og det liv, de ønsker sig. Desværre er det ingen selvfølge for mange kvinder. Jeg håber ikke, at I vender dem ryggen. | Citat |
|       | |       |

Mandag aften den 21. januar 2002 dukkede hendes far op og skød hende for øjnene af hendes mor og to søstre. Fadimes begravelse blev holdt i Uppsalas domkirke efter hendes kærestes ønske. Den svenske kongefamilie og integrationsminister Mona Sahlin var også til stede. Fadimes begravelse blev markeret i Danmark, hvor der var fakkeltog på Rådhuspladsen i København.